# House on Haunted Hill (La mansió de les tenebres)
House on Haunted Hill (La mansió de les tenebres)  (títol original: House on Haunted Hill) és una pel·lícula estatunidenca dirigida per William Malone, estrenada el 1999. Ha estat doblada al català.

## Argument
Evelyn Stockard-Price, l'esposa del milionari i home de negocis Stephen Price, busca un lloc original on celebrar el seu aniversari. El seu marit li troba: un hospital psiquiàtric abandonat en el  qual crims i tortures eren pràctica corrent sota la direcció del doctor Richard Vannacutt als anys 30. Un cop arriba la tarda, Evelyn i Stephen retroben els seus convidats però alguna cosa no va: ni l'un ni l'altre no els coneixen, no són les persones que Evelyn ha convidat. Les persones que Evelyn i Stephen troben a l'hospital són:
- Watson Pritchett: el propietari de la casa en la qual la festa ha de tenir lloc.
- Jennifer Jenzen, una directora de producció.
- Eddie Baker, un antic jugador de beisbol.
- Melissa Marr, una jove presentadora.
- Donald Blackburn, un metge.

Stephen confessa a Evelyn haver volgut convidar altres persones, però no són les que esperava.
Proposa tanmateix a cadascun dels participants rebre un xec d'un milió de dòlars si arriben vius l'endemà al matí.

## Repartiment
- Geoffrey Rush: Stephen H. Price
- Famke Janssen: Evelyn Stockard-Price
- Taye Diggs: Eddie Baker
- Ali Larter: Sara Wolfe (Jennifer Jenzen)
- Bridgette Wilson: Melissa Margaret Marr
- Jeffrey Combs: Dr. Richard Benjamin Vannacutt
- Peter Gallagher: Donald W. Blackburn M.D.
- Chris Kattan: Watson Pritchett
- James Marsters: càmera de Channel 3
- Lisa Loeb: periodista de Channel 3
- Peter Graves: Ell mateix
- Janet Tracy Keijser: la noia
- Max Perlich: Schecter
- Debi Mazar: Jennifer Jenzen (no surt als crèdits)

## Rebuda
El film ha conegut un cert èxit comercial, informant aproximadament 65 milions de dòlars al box-office mundial, dels quals uns 40 a Amèrica del Nord, per a un pressupost de 19 milions
Va rebre una acollida de la crítica desfavorable, recollint un 27 % de crítiques positives, amb una nota mitjana de 4,5/10 sobre la base de 55 crítiques recollides, en el lloc Rotten Tomatoes. A Metacritic obté un resultat de 28/100 sobre la base de 17 crítiques recollides.

## Al voltant de la pel·lícula
Tot i que la banda original no conté Sweet Dreams (Are Made of This) la cançó d'Eurythmics versionada per Marilyn Manson és utilitzada en diversos moments del film: quan els personatges són duts a la casa i en els crèdits de final.
Es tracta d'un remake del film La Nit de tots els misteris dirigit per William Castle l'any 1959. Al film original, l'actor Vincent Price interpreta el paper del milionari Frédérick Loren. Al remake, Geoffrey Rush porta el nom de l'actor: Stephen Price.
Encara que no han compartit cap escena junts, dos actors de Buffy the Vampire Slayer apareixen en aquest film: James Marsters (el càmera) i Max Perlich (Schecter) que respectivament havien actuat en la sèrie com a Spike i Whistler respectivament.